# Thalassodes effata
Thalassodes effata là một loài bướm đêm trong họ Geometridae.